# Vouvry
Vouvry (toponimo francese) è un comune svizzero di 4 052 abitanti del Canton Vallese, nel distretto di Monthey.

## Monumenti e luoghi d'interesse

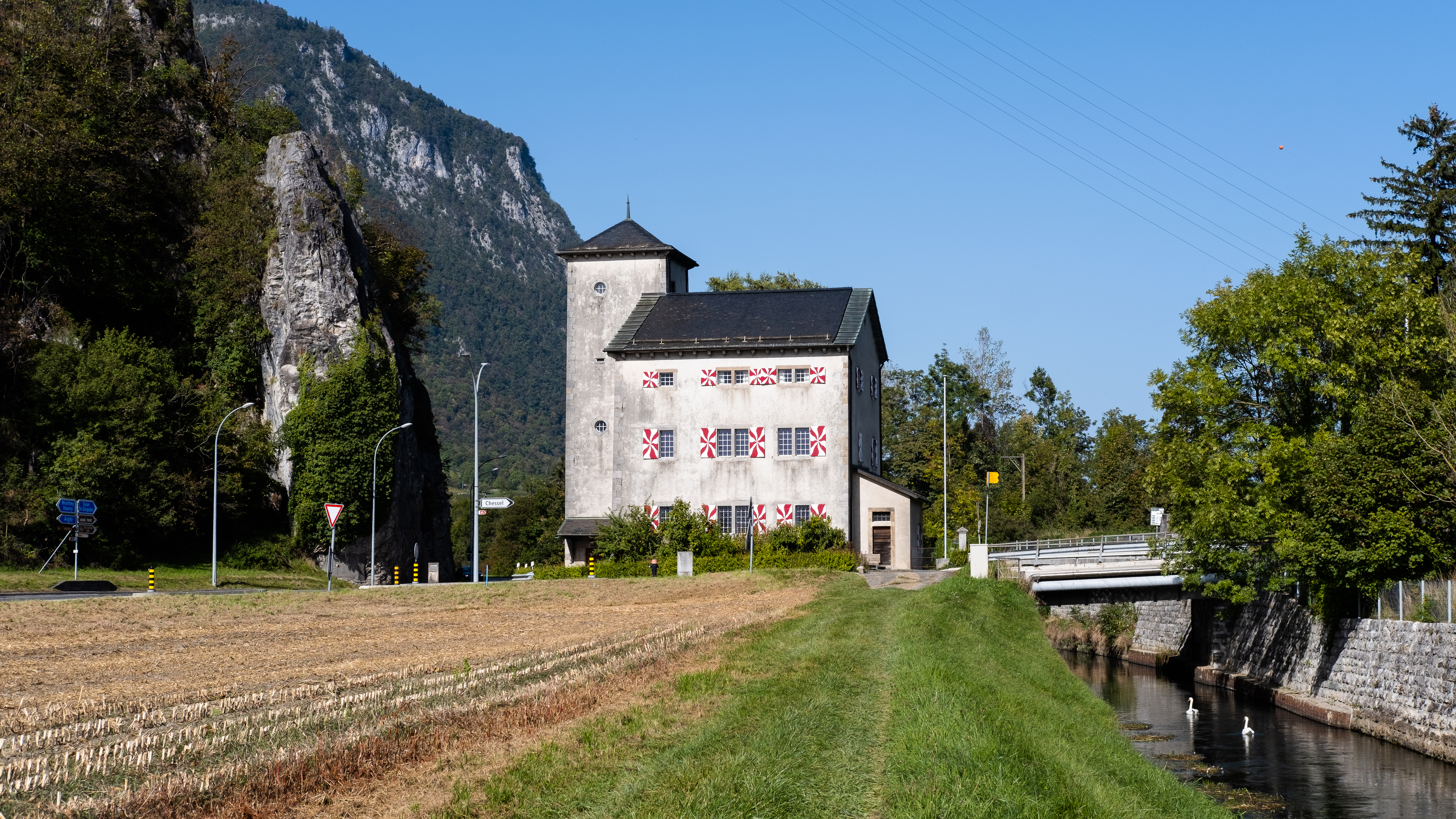
Il castello di Porte du Scex

- Chiesa parrocchiale cattolica di Sant'Ippolito, ricostruita nel 1822, con campanile del 1488[1];
- Castello di Porte du Scex, eretto nel 1597 e ricostruito nel 1672-1678[1].

## Società

### Evoluzione demografica
L'evoluzione demografica è riportata nella seguente tabella:
Abitanti censiti

## Infrastrutture e trasporti
Vouvry è attraversato dal canale Stockalper, che unisce Collombey-Muraz al Lago di Ginevra. È servito dall'omonima stazione sulla ferrovia Saint-Gingolph-Saint-Maurice.

## Amministrazione
Ogni famiglia originaria del luogo fa parte del cosiddetto comune patriziale e ha la responsabilità della manutenzione di ogni bene ricadente all'interno dei confini del comune.